# گر وس کریک (یوتا)
گروس کریک (به انگلیسی: Grouse Creek) یک منطقهٔ مسکونی در ایالات متحده آمریکا است که در شهرستان باکس الدر، یوتا واقع شده‌است. گر وس کریک ۱٬۶۲۴٫۹۱ متر بالاتر از سطح دریا واقع شده‌است.

## تاریخچه
گروس کریک برای اولین بار در سال 1876 بنیانگزاری شد.  این سکونتگاه نام خود را از نهرهایی در همان نزدیکی به همین نام که در آن جا فراوان بود، گرفته است.